# Ciencia ficción

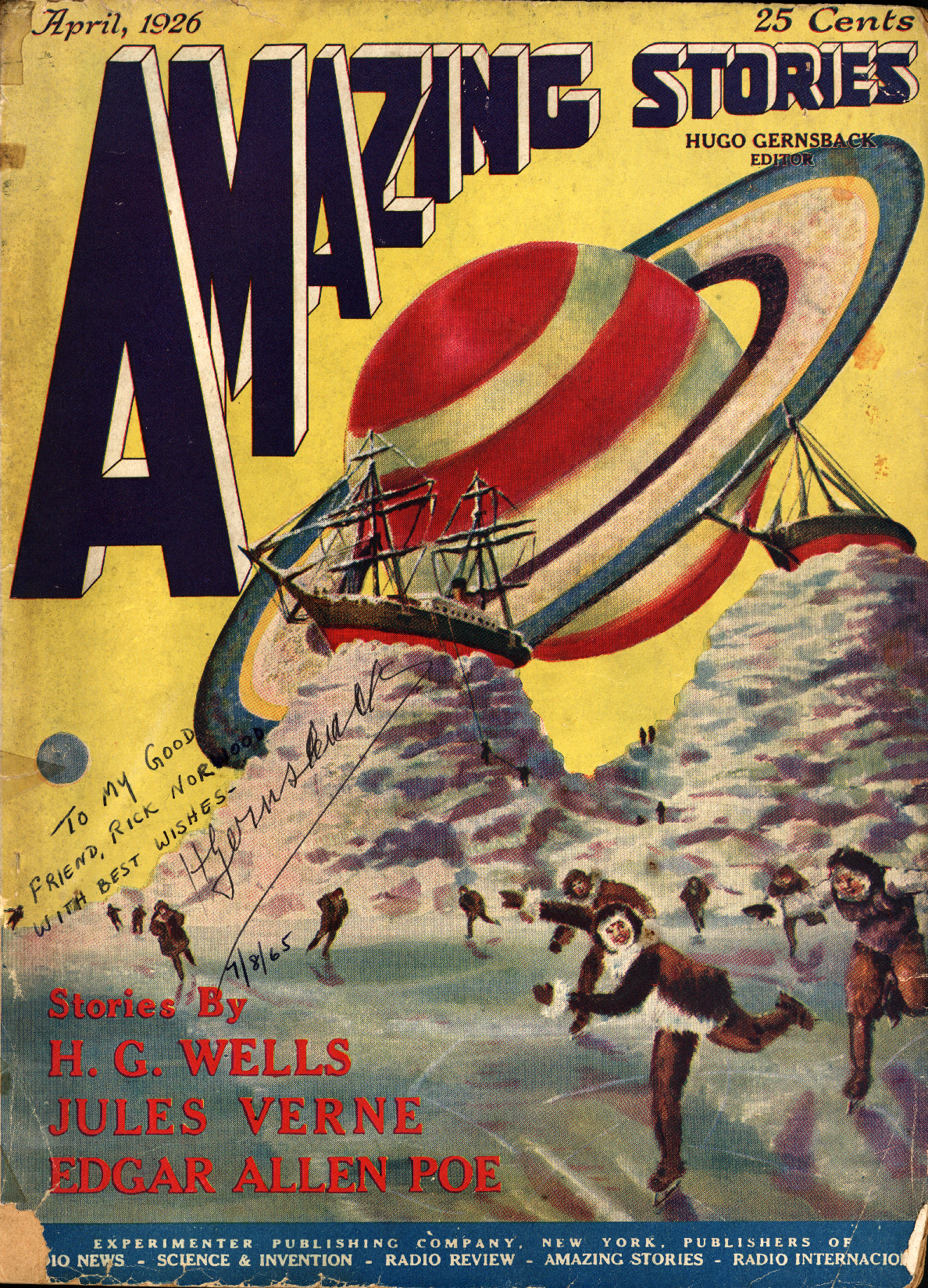
Amazing Stories, primera revista estadounidense de ciencia ficción.

Ciencia ficción es la denominación de uno de los géneros derivados de la literatura de ficción, junto con la literatura fantástica y la narrativa de terror. Algunos autores estiman que el término es una mala traducción del inglés science fiction y que la correcta es ficción científica. Nacida como género en la década de 1920 (aunque hay obras reconocibles muy anteriores) y exportada posteriormente a otros medios, como el cinematográfico, historietístico y televisivo, tiene un gran auge desde la segunda mitad del siglo XX debido al interés popular acerca del futuro que despertó el espectacular avance tanto científico como tecnológico alcanzado durante todos estos años.
Es un género especulativo que relata acontecimientos posibles desarrollados en un marco imaginario, cuya verosimilitud se fundamenta narrativamente en los campos de las ciencias físicas, naturales y sociales. La acción puede girar en torno a un abanico grande de posibilidades (viajes interestelares, conquista del espacio, consecuencias de una hecatombe terrestre o cósmica, evolución humana a causa de mutaciones, evolución de los robots, realidad virtual, civilizaciones alienígenas, etc.). Esta acción puede tener lugar en un tiempo pasado, presente o futuro, o, incluso, en tiempos alternativos ajenos a la realidad conocida, y tener por escenario espacios físicos (reales o imaginarios, terrestres o extraterrestres) o el espacio interno de la mente. Los personajes son igualmente diversos: a partir del patrón natural humano, recorre y explota modelos antropomórficos hasta desembocar en la creación de entidades artificiales de forma humana (robot, androide, cíborg) o en criaturas no antropomórficas.

## Introducción
Entre los estudiosos del género no se ha podido llegar a un consenso amplio sobre una definición formal, siendo este un tema de gran controversia. En general se considera ciencia ficción a los cuentos o historias que versan sobre el impacto que producen los avances científicos, tecnológicos, sociales o culturales, presentes o futuros, sobre la sociedad o los individuos.

La ciencia ficción es un género de narraciones imaginarias que no pueden darse en el mundo que conocemos, debido a una transformación del escenario narrativo, basado en una alteración de coordenadas científicas, espaciales, temporales, sociales o descriptivas, pero de tal modo que lo relatado es aceptable como especulación racional.

La ciencia ficción es un tipo de ficción no realista que no está basada en fenómenos sobrenaturales.

Su nombre deriva de una traducción bastante literal del término en inglés, ya que la traducción apropiada siguiendo las reglas del castellano sería «ficción de/sobre la ciencia» (dos sustantivos, como el nombre original en inglés), y algunos lo llevan a traducir «ficción científica» (sustantivo más adjetivo) pero esto sería en inglés «scientific fiction». Si bien muchos expertos opinan que debería utilizarse este último, ficción científica, el término ya está arraigado a la cultura popular.
El término original en inglés se escribe con un guion de unión cuando ocupa la función de un adjetivo o de un complemento. Por ejemplo: science-fiction novel (novela de ciencia ficción). Para tales casos, en inglés, puede usarse si se lo desea la abreviatura «sci-fi». Este uso anglosajón del guion ha dado lugar a nuevos malentendidos lingüísticos pues el guion en español aglutina sustantivos donde el segundo modifica al primero, es decir, al contrario que en inglés. Por tanto, el uso «ciencia-ficción» en castellano no solo es una falta de ortografía sino que se distancia aún más del significado original en inglés. En español la regla ortográfica del término «ciencia ficción», escrito correctamente siempre sin guion, no es otra que la de la adjetivación del segundo substantivo, como en los términos «hombre lobo» u «hombre rana», escritos siempre sin guion. En castellano también se utilizan las iniciales «CF» para referirse al género.

## Historia de la literatura de ciencia ficción
El término «ciencia ficción» fue acuñado en 1926 por Hugo Gernsback (por el cual se llaman así los Premios Hugo) cuando lo incorporó a la portada de una de las revistas de narrativa especulativa más conocidas de los años 1920 en Estados Unidos: Amazing Stories. El uso más temprano del mismo parece datar de 1851 y es atribuido a William Wilson, pero se trata de un uso aislado y el término no se generalizó con su acepción actual, hasta que Gernsback lo utilizó de forma consistente (después de hacer un intento previo con el término «scientifiction», el cual no llegó a cuajar).
Es muy posible que hoy se usara la palabra «cientificción», pero Gernsback se vio obligado a vender su primera publicación, que tenía ese nombre. Sin darse cuenta, había vendido los derechos sobre el término y muy a pesar suyo se vio obligado a dejar de usarlo y utilizar en su lugar el término «ciencia ficción».
De modo, que hasta el año 1926 la ciencia ficción no existía como tal. Hasta esa fecha las narraciones que hoy día no dudamos en calificar de ciencia ficción recibían diversos nombres, tales como «viajes fantásticos», «relatos de mundos perdidos», «utopías», o «novelas científicas».
El canadiense John Clute denomina a esta época anterior a la eclosión del género proto ciencia ficción.

### Proto ciencia ficción y ciencia ficción primitiva (1818-1937)
A pesar de la existencia de una proto ciencia ficción francesa que consta de Le voyageur philosophe dans un pays inconnu aux habitants de la Terre (1761) de Daniel Jost de Villeneuve y El año 2440 (1771) del prerromántico francés Louis-Sébastien Mercier, e incluso de una española integrada por el Viaje estático al mundo planetario, 1780, de Lorenzo Hervás y Panduro y el Viaje de un filósofo a Selenópolis (1804) de Antonio Marqués y Espejo, para muchos (para los anglosajones, sobre todo) la primera obra de ciencia ficción con contenidos similares a los del género, tal y como hoy se entiende, se remonta a 1818, año en que se publica Frankenstein o El moderno Prometeo de Mary Shelley. Aunque algunos ven elementos de ciencia ficción en leyendas y mitos muchos siglos antes. En la mitología griega, se cuenta que Dédalo, el padre de Ícaro y constructor del Laberinto de Creta, construyó estatuas de madera que eran capaces de moverse solas, lo que podría ser una idea primitiva del concepto moderno de robot. Y en el folclore judío también está presente el mito del Golem. Incluso el viaje a la Luna fue objeto de iniciativas literarias antes de 1818. Luciano de Samosata, siglo II, en una novela corta, Historia Verdadera, relata un viaje a la Luna en un barco arrastrado por una providencial tromba de agua. Sin embargo, las más conocidas primerizas historias de viajes a la Luna son la de Cyrano de Bergerac, en el siglo XVII, y la del Barón de Münchhausen, siglo XVIII. Sin embargo, Carl Sagan e Isaac Asimov coinciden en que Somnium (1634) de Johannes Kepler es el primer relato de ciencia ficción como tal. Somnium describe a un aventurero que viaja a la Luna y muestra la preocupación de Kepler por el tema de cómo se verían los movimientos de la Tierra desde la Luna.

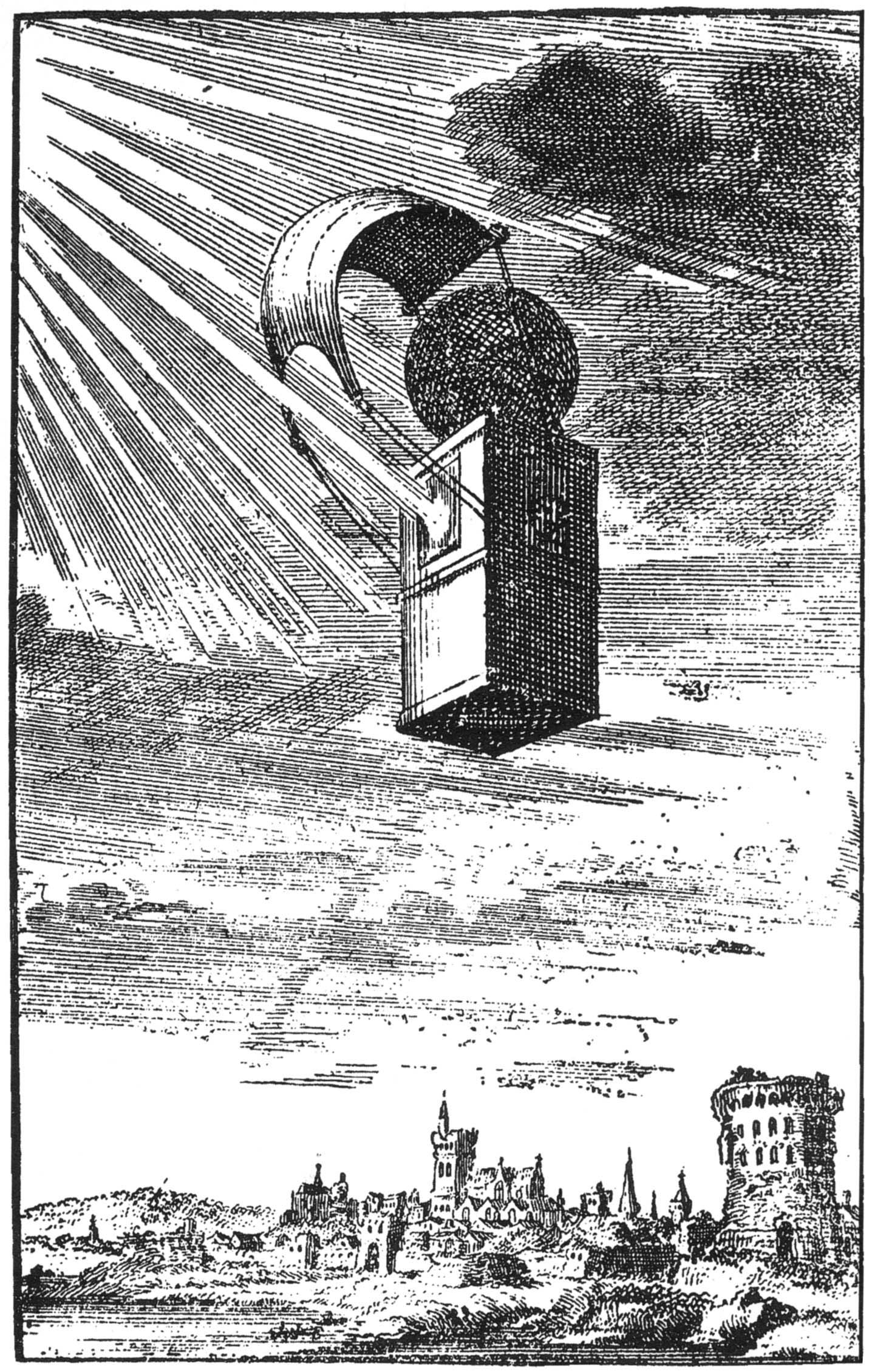
Ilustración de L’histoire comique contenant les états et empires du soleil de Cyrano de Bergerac.

Habrá algunos que cuestionen la calificación de estas obras como ciencia ficción (ni siquiera como proto ciencia ficción). El propio John Clute excluye la obra de Bergerac frente a otros que consideran que Otros Mundos es auténtica ciencia ficción, ya que a pesar de estar escrito en tono de comedia recurre a los términos científicos de la época. En cualquier caso, cualquiera de estos clásicos cuentos heredan gran parte del espíritu del racionalismo cartesiano del XVII que sentó las bases de la ciencia moderna.
Resulta difícil establecer límites. Clute, en su enciclopedia ilustrada, pone en duda la existencia del género antes de finales del siglo XVII pero cita como precursor a Tomás Moro; que en su más famosa obra, Utopía (1516), describe en forma de narración una sociedad perfecta que reside felizmente en la isla Utopía.
Sin embargo, como se comenta más arriba, casi todos los expertos reconocen que la obra que supuso un antes y un después en la concepción de la literatura de ficción científica fue la obra de Shelley.
Los primeros años tras la aparición de Frankenstein dieron pocos frutos. Se puede destacar quizá otra de las obras de Shelley como El último hombre.
En la década de 1830, el estadounidense Edgar Allan Poe anticipó igualmente la narrativa de ciencia ficción (o ficción científica) en relatos como La incomparable aventura de un tal Hans Pfaall, El poder de las palabras, Revelación mesmérica, La verdad sobre el caso del señor Valdemar, Un descenso al Maelström, Von Kempelen y su descubrimiento, etc. Dichos relatos reúnen algunos de los elementos primitivos de la ciencia ficción, como el mesmerismo y los viajes en globo —muy en boga en aquella época— y la especulación cosmológica, también presente en su visionario ensayo Eureka, en el cual parecen describirse los agujeros negros y algo parecido al Big Crunch (op. cit. p. 11).
Posteriormente, en la década de 1850 aparece el que probablemente pasa por ser uno de los autores más prolíficos del siglo XIX en el campo de las aventuras de corte científico: Julio Verne, quien en 1863 publicó su primera obra con contenido de ficción científica: Cinco semanas en globo. La aparición de esta obra supone un hito. A partir de su publicación, este género empieza a transformar sus intenciones. La ciencia subyacente pasa de ser un motivo de inquietud o de preocupación por lo desconocido, a ser un soporte de historias de aventuras y descubrimientos.

#### Ciencia ficción primitiva

##### Europa

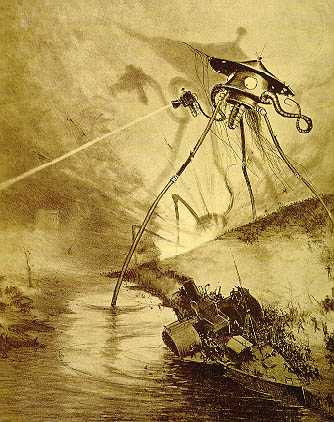
Ilustración de un trípode realizada por Alvim Corréa para la edición francesa de 1906 del clásico de H.G. Wells La guerra de los mundos.

La rama europea de la ciencia ficción comenzó propiamente a finales del siglo XIX con las novelas científicas de Julio Verne (1828-1905), cuya ciencia se centraba más bien en invenciones, así como con las novelas de crítica social con orientación científica de H. G. Wells (1866-1946). Sin embargo, aunque Wells suele ser reconocido como el gran iniciador del género, Roger Luckhurst demuestra que solo fue el más influyente de una corriente que comenzó pocos años antes.
Wells y Verne rivalizaron en la primitiva ciencia ficción. Los relatos y novelas cortas con temas fantásticos aparecieron en las publicaciones periódicas en los últimos años del siglo XIX, y muchos de ellos emplearon ideas científicas como una excusa para lanzarse a la imaginación. Aunque es más conocido por otros trabajos, Arthur Conan Doyle también escribió ciencia ficción. El único libro en el que Charles Dickens se aventura en el territorio de la especulación científica y los extraños misterios de la naturaleza (en contraposición a los claramente sobrenaturales fantasmas de Navidad) fue en su novela Bleak House (1852) en la que uno de sus personajes muere por «combustión humana espontánea». Dickens investigó casos registrados de tal efecto antes de escribir sobre el tema para ser capaz de contestar a los escépticos que se escandalizaran con su novela.
El siguiente gran escritor británico de ciencia ficción tras H. G. Wells fue John Wyndham (1903-1969). A este autor le gustaba referirse a la ciencia ficción con el nombre de «fantasía lógica». Antes de la Segunda Guerra Mundial Wyndham escribió exclusivamente para las revistas pulp, pero tras la contienda se hizo famoso entre el público en general, más allá de la estrecha audiencia de los fanes de la ciencia ficción. La fama le vino de la mano de sus novelas El día de los trífidos (1951), El kraken acecha (1953), Las crisálidas (1955) y Los cuclillos de Midwich (1957).
Fuera del ámbito anglosajón hay que destacar la figura de Karel Čapek, introductor del término robot en su obra teatral R.U.R. y creador del clásico de la ciencia ficción La guerra de las salamandras en 1937.

##### España
Mucho tiempo antes de que la novela de H.G. Wells, La máquina del tiempo, viera la luz, el escritor Enrique Gaspar ya había publicado una novela sobre viajes temporales. De su imaginación nació El Anacronópete, que podría ser considerada como la primera novela en la que una máquina del tiempo aparece como elemento central. Editada en Barcelona a principios de 1887. No obstante, a finales del siglo XIX y principios del siglo XX, numerosos escritores de prestigio escriben relatos, novelas y obras de teatro de ciencia ficción, como por ejemplo Miguel de Unamuno, Azorín, Vicente Blasco Ibáñez, Agustín de Foxá, Ramiro de Maeztu o Jardiel Poncela. Muchos de estos relatos fueron publicados en una antología por Santiáñez-Tió e incluso se van editando poco a poco textos inéditos o de difícil acceso.

#### América Latina
El primer antecedente de la ciencia ficción en América Latina (y en todo el continente americano) lo escribió el fraile franciscano Manuel Antonio de Rivas a finales del siglo XVII, en Mérida, Yucatán. Se trata de Sizigias y cuadraturas lunares, un librito de once folios que narra un viaje a la luna.
Luego, a mediados de siglo XIX, surgen autores ligados al romanticismo que incursionan en la ciencia ficción, como Sebastián Camacho y Zulueta en México, Juan Vicente Camacho y Nicanor Bolet Peraza en Venezuela, Eduardo Ladislao Holmberg y Leopoldo Lugones en Argentina, Francisco Campos Coello en Ecuador, o Máximo Soto Hall en Guatemala.
Será a principios del siglo XX cuando el género conocerá un auge con obras como Guayaquil: novela fantástica (1901) de Manuel Gallegos Naranjo, Granja blanca (1904) de Clemente Palma, La tienda de muñecos (1927) de Julio Garmendia, Una triste aventura de catorce sabios (1928) José Félix Fuenmayor, La galera de Tiberio (1932) de Enrique Bernardo Núñez, El regreso de Eva (1933) de Pepe Alemán, o los cuentos de Pablo Palacio. Posteriormente, conocerá su consolidación a mediados del siglo XX con autores como Hugo Correa, Oscar Hurtado, Adolfo Bioy Casares, Angélica Gorodischer, José Balza, Luis Britto García.

##### Estados Unidos
En los Estados Unidos de América el género puede remontarnos a Mark Twain y su novela Un yanqui en la corte del rey Arturo, una novela que exploraba términos científicos aunque fueran enmarcados en una ficción caballeresca. Mediante el recurso a la «transmigración del alma» y la «transposición de épocas y cuerpos» el yankee de Twain es transportado hacia atrás en el tiempo y arrastra consigo todo el conocimiento de la tecnología del siglo XIX. Los resultados son catastróficos, ya que la caballeresca aristocracia del rey Arturo se ve pervertida por el notable poder de destrucción que ofrecen máquinas como las ametralladoras, los explosivos y el alambre de espino.
Otro autor que escribió algunas historias de este tipo es Jack London. El autor de las novelas de aventuras en el salvaje Yukon, Alaska, y el Klondike, también escribió historias sobre extraterrestres (The Red One), sobre el futuro (El talón de hierro) o sobre los conflictos del futuro (La invasión sin precedentes). También escribió una historia sobre la invisibilidad y otra sobre un arma de energía para la que no existía defensa alguna. Estas historias impactaron en el público estadounidense y comenzaron a perfilar algunos de los temas clásicos de la ciencia ficción.
Pero el autor estadounidense que mejor simboliza el nacimiento en Estados Unidos de la ciencia ficción como género de masas es Edgar Rice Burroughs quien, poco antes de la Primera Guerra Mundial, publicó Bajo las lunas de Marte (1912) en varios números de una revista especializada en aventuras. Burroughs siguió publicando en este medio durante el resto de su vida, tanto fantasía científica como historias de otros géneros (misterio, horror, fantasía y, cómo no, su personaje más conocido: Tarzán); pero, las historias de John Carter (ciclo de Marte) y Carson Napier (ciclo de Venus), aparecidas en aquellas páginas, hoy día se consideran joyas de la ciencia ficción más temprana.
No obstante, el desarrollo de la ciencia ficción estadounidense como género literario específico hay que retrasarlo hasta 1926, año en el que Hugo Gernsback funda Amazing Stories, creándose la primera revista dedicada exclusivamente a las historias de ciencia ficción. Por otra parte, dado que como es bien conocido, fue él quien eligió el término scientifiction para describir a este género incipiente, el nombre de Gernsback y el vocablo al que dio origen han quedado unidos para la posteridad. Las historias que se publicaban en esta y otras exitosas revistas pulp (Weird Tales, Black Mask...), no gozaban del aval de la crítica seria, que en su mayoría las consideraban sensacionalismo literario, sin embargo fue en estas revistas, que mezclaban a partes iguales la fantasía científica con el terror, donde empezaron a brillar algunos de los grandes nombres del género, como Howard Phillips Lovecraft, Fritz Leiber, Robert Bloch, Robert E. Howard, etc. Todo ello atrajo a muchos lectores a las historias de especulación científica propiamente dicha.

### La Edad de Oro (1938-1950)
Con el surgir en 1938 del editor John W. Campbell y su actividad en la revista Astounding Science Fiction (fundada en 1930) y con la consagración de los nuevos maestros del género: Isaac Asimov, Arthur C. Clarke y Robert A. Heinlein, la ciencia ficción empezó a ganar estatus como género literario, especialmente con este último, que fue el primer autor que consiguió que se editaran historias del género en publicaciones más generales, y fue también el que le dio mayor madurez al género e influyó poderosamente en su desarrollo posterior.
Las incursiones en el género de autores que no se dedicaban exclusivamente a la ciencia ficción también generaron un mayor respeto hacia el mismo; cabe destacar Karel Čapek, Aldous Huxley, C. S. Lewis y en castellano Adolfo Bioy Casares y Jorge Luis Borges.
Después de la Segunda Guerra Mundial se produce una transición del género. Es la época en la que los cuentos empiezan a ser desplazados por las novelas y los argumentos ganan en complejidad. Las revistas mostraban llamativas portadas con monstruos de ojos de mosca y mujeres medio desnudas, dando una imagen atrayente para lo que era su público principal: los adolescentes.
Se fundan nuevas revistas: hasta 15 nuevas publicaciones en un solo año; y alguna incluso atraviesa el océano Atlántico como la francesa Galaxie (prima hermana de la estadounidense Galaxy que empieza a publicarse el año 1950), pero ahora el género empieza a salir del terreno exclusivo del pulp.

### La Edad de Plata (1951-1965)

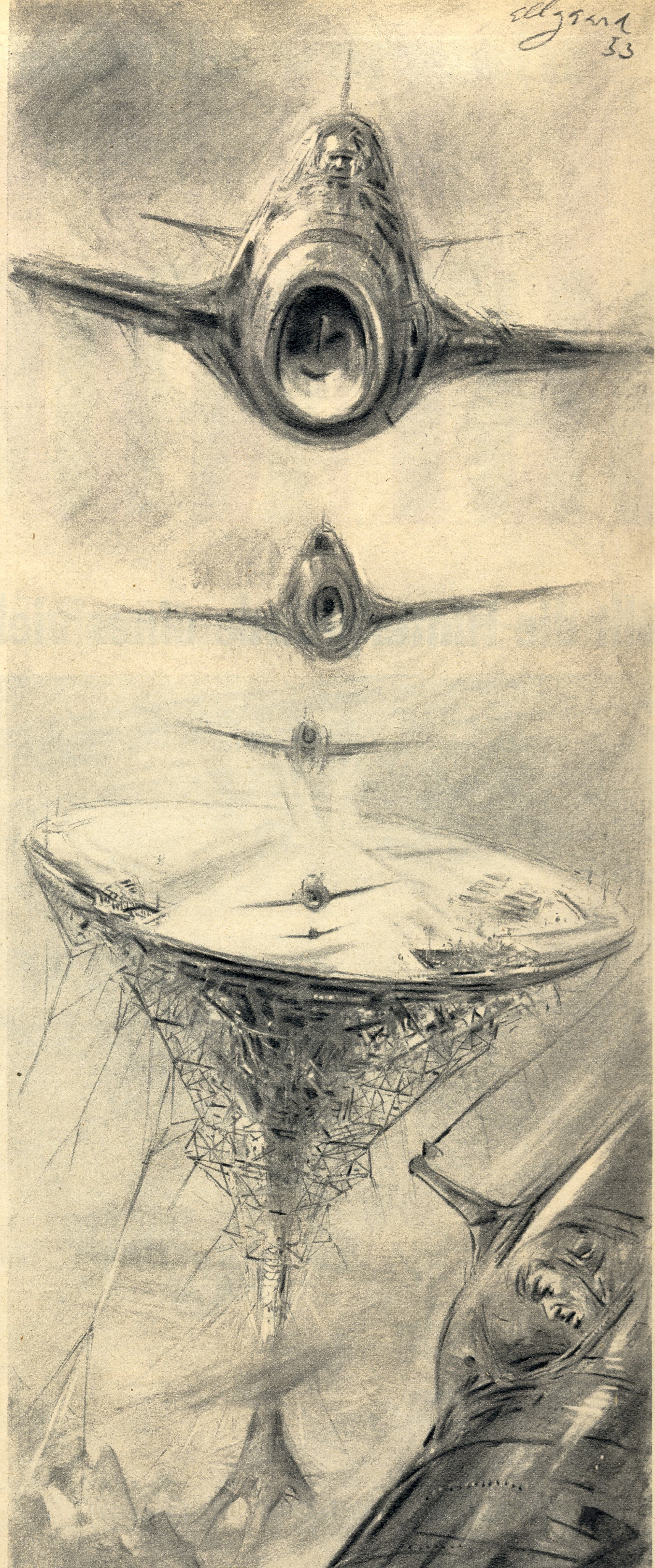
Aviones despegando desde una plataforma en la estratosfera. Ilustración de 1953 para un periódico realizada por Helmuth Ellgaard.

Posiblemente, el que puede tal vez considerarse como primer título notable de la posguerra no fue escrito por un autor habitualmente catalogado como escritor de ciencia ficción y, de hecho, el libro ni siquiera fue catalogado como tal por su editor; pero sin duda lo es, y le dio a su autor fama mundial; nos referimos a 1984 (1948) de George Orwell. Pero la mejor tarjeta de visita del período de los años 1950 es su interminable lista de escritores que han sido la columna vertebral del género hasta casi finales de siglo: Robert A. Heinlein, Isaac Asimov, Clifford D. Simak, Arthur C. Clarke, Poul Anderson, Philip K. Dick, Ray Bradbury, Frank Herbert, Stanislav Lem y muchos otros.
En cuanto a los títulos, de esta época son libros que hoy son considerados clásicos: Crónicas marcianas o Fahrenheit 451 de Ray Bradbury, Mercaderes del espacio de Frederik Pohl y Cyril M. Kornbluth, Más que humano de Theodore Sturgeon; sin olvidar El fin de la Eternidad de Isaac Asimov, y Lotería solar o El hombre en el castillo de Philip K. Dick. Algunas de ellas serían adaptadas al cine o la televisión; La naranja mecánica de Anthony Burgess es un buen ejemplo de ello. También es en esta época cuando empiezan a otorgarse los premios Hugo, cuya primera edición fue en 1953.
En realidad, pese a que desde el punto de vista académico se ha venido en calificar como «edad de oro» a la etapa comprendida entre los años 1938 y 1950, para muchos, esta época debería extenderse unos quince años.
Otra novela importante de este período es Dune (1965) de Frank Herbert.

### La Nueva Ola
Los años transcurridos entre 1965 y 1972 son el período de mayor experimentación literaria de la historia del género. En Reino Unido, se puede asociar con la llegada de Michael Moorcock a la dirección de la revista New Worlds. Moorcock, entonces un joven de 24 años, dio espacio a las nuevas técnicas ejemplificadas en la literatura de William Burroughs y J.G. Ballard. Los temas empezaron a distanciarse de los tan manidos robots e imperios galácticos de las edades de oro y plata de la ciencia ficción, centrándose en temas hasta entonces inexplorados: la consciencia, los mundos interiores, relativización de los valores morales, etcétera.
En Estados Unidos, los ecos de los cambios experimentados en el panorama británico tuvieron su reflejo. Autores como Samuel Ray Delany, Judith Merril, Fritz Leiber, Roger Zelazny, Philip K. Dick, Ursula K. LeGuin, Philip José Farmer y Robert Silverberg, representan la esencia de las nuevas vías de este género literario.

### El ciberpunk
En la década de 1980 las computadoras cada vez más ubicuas y la aparición de las primeras redes informáticas globales dispararon la imaginación de jóvenes autores, convencidos de que tales prodigios producirían profundas transformaciones en la sociedad. Este germen cristalizó principalmente a través del llamado movimiento ciberpunk, un término que aglutinaba una visión pesimista y desencantada de un futuro dominado por la tecnología y el capitalismo salvaje con un ideario «punk» rebelde y subversivo, frecuentemente anarquista. Una nueva generación de escritores surgió bajo esta etiqueta, encabezados por William Gibson, Bruce Sterling y Neal Stephenson.

### Postciberpunk
A principios de la década de 1990 ocurrió un cambio significativo en la literatura de ciencia ficción. Autores antes plenamente ciberpunk o que nunca habían pertenecido a esa corriente, comenzaron a rechazar explícitamente los clichés de dicho género, y de paso, a considerar a la tecnología con una visión más positiva. Es notorio que esto ocurría casi al mismo tiempo que se daba la acelerada introducción de las computadoras e Internet en la vida cotidiana. Conforme los autores empezaron realmente a usar las computadoras y la red global, sus opiniones y obras empezaron a cambiar y a rechazar la rebeldía y exaltación de la marginalidad del ciberpunk.
En las novelas postciberpunk, es mucho más frecuente que los protagonistas sean integrantes respetables de sus comunidades: científicos, militares, policías e incluso políticos. Aun en el caso de personajes más marginales, su interés suele residir en mantener o mejorar el statu quo, no en destruirlo, tal y como era lo típico en el ciberpunk; y cuando no lo hacen, suelen ser los antagonistas.
La primera novela etiquetada como postciberpunk es Snow Crash (1992) de Neal Stephenson. Además de Stephenson, han sido etiquetados como postciberpunk autores tan dispares como Nancy Kress, Greg Egan, Tad Williams, Charles Stross o Richard Morgan.

### Subgéneros contemporáneos
En épocas recientes, a la ciencia ficción se le han agregado varios subgéneros cuyos nombres usan también el postfijo «punk». Esto por analogía con el «ciberpunk», que es ciencia ficción centrada en la cibernética. Estos subgéneros responden en ocasiones a impulsos estilísticos de los autores, o a la demanda de los lectores y espectadores, pidiendo más obras con el mismo estilo de ciertas obras originales. Entre estos subgéneros están:
- El Steampunk, o ciencia ficción centrada en la presencia anacrónica de ciertas tecnologías avanzadas basadas en, o coexistiendo con el motor a vapor, y situadas durante la Revolución Industrial y la época victoriana.
- El Biopunk, donde la ficción se centra en el impacto de grandes avances de la biotecnología. Pudiendo situarse tanto en el futuro, presente o en un pasado anacrónico. Ejemplos de obras de este estilo son el filme Gattaca, o la saga de videojuegos Bioshock.
- El Retrofuturismo, que retoma en tono serio o irónico, el entusiasmo por el futuro y la imaginería optimista de los años 1930, 1940 y 1950, ejemplos de este género serían obras como Sky Captain y el mundo del mañana.
- El Solarpunk, es fundamentalmente un ciencia ficción climática, con una estética que enverdece las ciudades, y una organización social comunitaria.

## La ciencia ficción en otros medios

### En las revistas

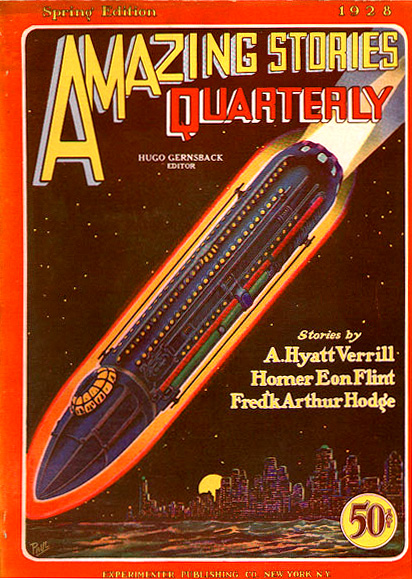
Portada de la revista Amazing Stories (1928).

La ciencia ficción está ineludiblemente ligada a las revistas. La propia expresión ciencia ficción apareció en una de ellas. Probablemente, la primera revista periódica con algunos cuentos de este género (todavía sin nombre oficial) se podría considerar The Argosy 1896. No obstante, The Argosy no era una revista exclusivamente dedicada a las historias fantásticas con contenido científico. Otra revista temprana fue All Story, que comenzó a publicarse en 1911; en ella aparecieron la mayoría de los cuentos de Edgar R. Burroughs de fantasía científica.
Sin embargo, las dos revistas precursoras más famosas no llegarían hasta la década de 1920; en 1923 empezó a publicarse Weird Tales (cuya versión española se llamó Narraciones Terroríficas), y 1926, año en el que Hugo Gernsback acuñó el término con el que definitivamente se conocería el género para la otra de las dos «precursoras oficiales»: Amazing Stories. Amazing fue la primera de todas ellas en dedicarse de forma exclusiva a la ficción de corte científico y tuvo una larga trayectoria. Sus primeras historias eran principalmente reimpresiones de obras de Poe, Wells y Verne; pero también se publicaron relatos inéditos de gente como Burroughs y Merrit. Amazing se puede considerar como la revista más influyente durante muchos años y un punto de referencia durante todo el curso de su existencia. En 1980, tras su última etapa bajo la edición de Kim Mohan, la revista dejó de publicarse y, aunque varios editores han intentado resucitarla desde entonces, actualmente se puede considerar fuera de circulación.
En 1930 surgió otra de las revistas clásicas que todos los historiadores incluyen en su relación de publicaciones de la «edad de oro», Astounding Stories, la que más tarde sería reeditada por John W. Campbell como Astounding Science Fiction (1938) y que finalmente derivaría en la actual Analog Science Fiction and Fact (1960) y en la que escribieron los grandes escritores del género de aquellos días, entre los que se incluyen a Isaac Asimov, Robert A. Heinlein y Poul Anderson. Astounding/Analog (también conocida por sus siglas ASF) es considerada una revista de corte más «cientificista» que otras, siendo una de las publicaciones esenciales desde sus inicios hasta el presente. En 1971, tras la muerte de Campbell, Analog pasó a ser editada por Ben Bova, también conocido por ser el valedor de Orson Scott Card y aquel que lo lanzó a la fama. Desde 1978 la edita Stanley Schmidt.
En 1949 empezó a publicarse otra revista que tiene en su haber la mayor serie de colaboraciones (en este caso ensayos científicos) de Isaac Asimov, un total de 399 colaboraciones mensuales a lo largo de 33 años. Se trata de The Magazine of Fantasy & Science Fiction. Esta revista fue primeramente editada por Antony Boucher, y su editor actual, Gordon van Gelder, mantiene una revista de gran calidad literaria. En sus páginas se han publicado clásicos como Flores para Algernon de Daniel Keyes.
Otra de las revistas que no podíamos dejar de mencionar es Galaxy (1950). Inicialmente editada por Horace Leonard Gold tiene en su haber las mejores críticas literarias gracias a la aceptación del público de un género que empezaba a consagrarse fuera de los círculos del pulp. Con ver la lista de autores que publicaron en su primer número podemos hacernos una idea de su calidad y empuje: Clifford D. Simak, Theodore Sturgeon, Fritz Leiber o Isaac Asimov. Esta revista llegó a publicarse en Europa (en Francia y Alemania), tuvo cierto éxito durante casi treinta años hasta que en 1980 dejó de publicarse. A principio de los años 1990 el hijo de su fundador retomó la publicación de Galaxy, pero finalmente la empresa terminó de forma infructuosa en 1995.
El género está en alza. Todos los años aparecen nuevas revistas. Algunas intentan aprovechar el tirón publicitario de un nombre conocido para entrar en un mercado muy competitivo. Es, por ejemplo, el caso de Asimov's Science Fiction que empezó a publicarse en 1977 bajo la dirección del propio Isaac Asimov y con George H. Scithers como editor. Este hecho, no obstante, no tiene porqué restar calidad a estas empresas y, por ejemplo, las historias publicadas en Asimov's han sido galardonadas con frecuencia con premios Hugo y Nébula.
También en español, llegaron a publicarse algunas revistas clásicas, como la anteriormente mencionada Narraciones. Aunque también hubo iniciativas puramente autóctonas. De ellas, la más conocida comenzó su vida en 1968. Se trata de Nueva Dimensión (ND), fundada por Domingo Santos, y estuvo en circulación hasta 1983, habiendo obtenido durante esos años varios premios internacionales. Otra revista, esta mucho más moderna, con cierto renombre es Gigamesh, que empezó a publicarse en 1991; no obstante, nunca ha llegado a tener la repercusión literaria de ND. Tras varias publicaciones sin periodicidad alguna ha dejado también de publicarse. También la revista Galaxia, que bajo la dirección de León Arsenal, obtuvo en 2003 el premio a la mejor publicación de literatura fantástica, concedido por la Sociedad Europea de Ciencia ficción. Como vemos, muchas revistas han sufrido una trayectoria muy irregular, con sucesivas resucitaciones y desapariciones, hecho que ha impedido que lleguen a ser conocidas de forma extensa. Volvió a aparecer durante un tiempo una de estas últimas: Asimov Ciencia Ficción (versión española de su homónima estadounidense), pero cerró definitivamente al cabo de unos pocos años. Ninguna de las importaciones de la célebre revista estadounidense en España ha tenido éxito.
Ya en los últimos años, ha aparecido el magazín en línea Scifiworld Magazine que dedicado principalmente al género fantástico en el medio audiovisual informa cada mes de las novedades del género junto a artículos de diversa índole. A partir de julio de 2006, la revista pasa a formar parte de la cadena de televisión Sci Fi y pasa a llamarse scifi.es. Otras publicaciones digitales han sido Revista Exégesis, surgida en el 2009 y especializada en el cómic de ciencia ficción; y en el género de cuento figura Axxón (una de las más antiguas revista digitales de ciencia ficción, originada en 1989).
También en 2006, la A.C. Xatafi comienza la publicación digital de la revista Hélice: reflexiones críticas sobre ficción especulativa. Desde entonces ha mantenido una regularidad notable con un considerable éxito. Esta revista ha sido la primera en plantear una dignificación del género en España mediante estudios y críticas de mayor nivel, entre la difusión y el academicismo, con una consideración profesional de la figura del crítico. Ganó el premio Ignotus de la AEFCFT a la mejor revista publicada en 2007.
En 2008 también la A.C. Xatafi publicó el primer número digital de Artifex, revista de cuentos de género que recoge el relevo de la edición en papel. Su precursora, tras pasar por varios formatos, se ha mantenido durante años como el referente para la publicación de relatos de ciencia ficción en España.
2008 es también el año en el que aparece la versión impresa de Scifiworld Magazine, independizados ya del canal SyFy, y que hasta el momento ha sobrepasado los 40 números convirtiéndose en la revista más longeva en España dedicada a la ciencia ficción, la fantasía y el terror en la cultura y el entretenimiento.
En 2009 nace Sci-FdI, revista creada en la Facultad de Informática de la Universidad Complutense y dedicada única y exclusivamente al género de la ciencia ficción. La revista está centrada especialmente en relatos cortos, pero también incluye ensayos y algunas entrevistas, así como reseñas e introducciones de nuevos libros.

### En el cine
El género de la ciencia ficción ha estado presente en el cine bien mediante la adaptación de cuentos y novelas, bien mediante la producción de películas con guiones especialmente creados para la pantalla. El cine de ciencia ficción se ha utilizado en ocasiones para la crítica de aspectos políticos o sociales y para la exploración de cuestiones filosóficas como la propia definición del ser humano.
El género ha existido desde los comienzos del cine mudo, cuando el Viaje a la Luna (1902) de Georges Méliès asombró a su audiencia con sus efectos fotográficos. Desde la década de 1930 hasta la de 1950, el género consistía principalmente en películas de serie B de bajo presupuesto. Tras el hito de Stanley Kubrick de 2001: A Space Odyssey de 1968, el cine de ciencia ficción fue tomado más en serio. A finales de la década de 1970, películas de presupuesto alto con efectos especiales se convirtieron en populares entre la audiencia. Películas como Star Wars o Close Encounters of the Third Kind allanaron el camino de éxitos de ventas en las siguientes décadas como Alien: el octavo pasajero (1979), E.T., el extraterrestre (1982), Blade Runner (1982), Hombres de negro (1997) y El quinto elemento (1997).

### En la televisión

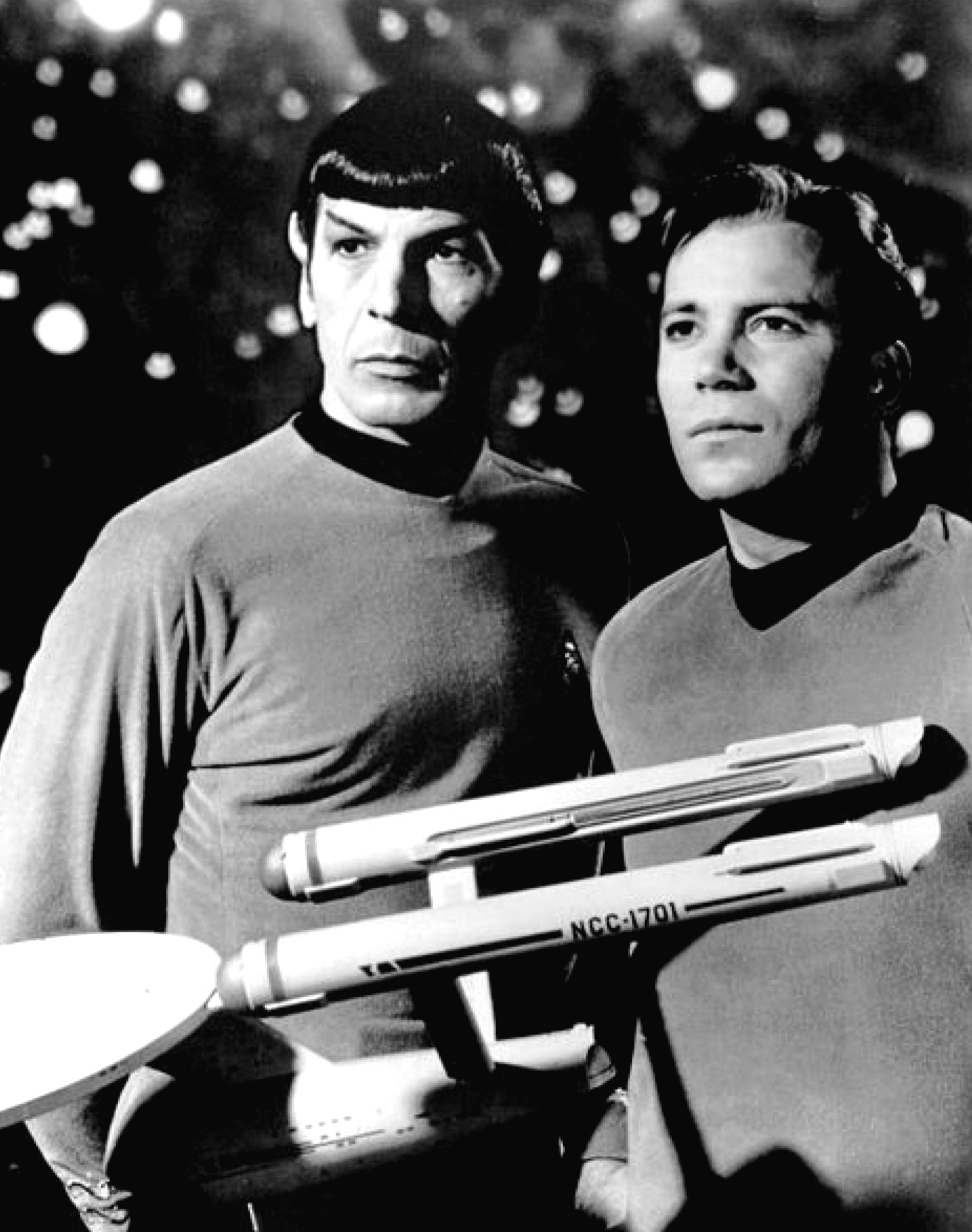
Leonard Nimoy y William Shatner, protagonistas de la serie original de Star Trek

La ciencia ficción apareció primeramente en televisión durante la época de oro de la ciencia ficción, primero en Reino Unido y después en los Estados Unidos. Los efectos especiales y otras técnicas de producción permiten que los creadores presenten una imagen viviente de un mundo imaginario que no se limita a la realidad; esto hace de la televisión un medio excelente para la ciencia ficción, que a su vez contribuye a su popularidad de esta forma.
Debido a su modo de presentación visual, la televisión emplea mucha menos exposición que los libros para explicar los apuntalamientos de la puesta de ficción. Como resultado, la definición y los límites del género son observados de una forma menos estricta que en los medios impresos. Como el costo de crear un programa de televisión es relativamente alto en comparación con el costo de escribir e imprimir libros, los programas de televisión están obligados a atraer a una audiencia mucho mayor que la ficción impresa. Algunos escritores y lectores creen que un efecto de mínimo común denominador le resta calidad de la ciencia ficción en televisión, en relación con los libros.
Al debilitarse los límites del género, los guionistas y espectadores deben utilizar estándares más inclusivos que los autores y lectores, de tal modo que en muchos contextos se considera que la categoría de ciencia ficción en televisión incluye a todos los géneros especulativos, entre ellos el de fantasía y el de terror. En Reino Unido, a este grupo se le llama «telefantasía».
Los ejemplos más famosos y duraderos sobre trabajos en este campo son Doctor Who, Star Trek, Galáctica y Stargate, aunque muchas otras series han atraído audiencias grandes y pequeñas durante décadas.

### En la historieta
La historieta o cómic de ciencia ficción constituye uno de los géneros más importantes en los que puede dividirse la producción historietística. Los años 1970 y 1980 fue el momento de mayor auge de la ciencia ficción en este medio, que popularizó el género entre millones de lectores. Las historietas ofrecieron las escenas más acertadas de la navegación interestelar, de los alunizajes, de las bombas atómicas o de las sociedades hiperindustrializadas.

### En los juegos
La ciencia ficción también está presente en numerosos videojuegos y juegos de rol.

## Premios

### Literarios
Los dos premios más importantes del género son los premios Hugo y los premios Nébula.
Los premios Hugo, llamados así en memoria del pionero de la ciencia ficción Hugo Gernsback, son concedidos en diversas categorías por la Sociedad mundial de ciencia ficción (WSFS) durante la celebración anual de la Worldcon. Durante la misma se entrega además el premio John W. Campbell al mejor autor novel del año.
Los premios Nébula son concedidos anualmente también en varias categorías por la Asociación de escritores de ciencia ficción y fantasía de Estados Unidos (SFWA). Esta asociación además concede los cotizados premios Gran Maestro a los más importantes escritores del género por la labor de toda una vida.
Algunos otros premios también tienen nombres de otros insignes autores y editores del ramo: John W. Campbell Memorial (no confundir con el del mismo nombre al mejor autor novel) y los premios Clarke, Sturgeon y Philip K. Dick.
También las publicaciones especializadas otorgan algunos premios de relevancia como es el caso de la revista estadounidense Locus Magazine, que anualmente otorga los premios Locus.
En Europa, la Sociedad Europea de Ciencia Ficción (ESFS) se creó en 1972 y reúne a diversos profesionales del sector. Inicialmente programaba una convención bianual que a partir de 1982 se convirtió en anual, durante la cual se otorgan los premios europeos de ciencia ficción en los que se nomina al mejor: autor, traductor, promotor, publicación periódica, editorial, artista y revista.
En España, existen dos grandes premios. Los premios Ignotus, otorgados por la AEFCFT, que son votados por los socios y por los asistentes a la convención nacional anual Hispacón. Serían los equivalentes españoles a los Hugo. Han sido otorgados desde 1991 y cuentan con varias categorías. Por otra parte, el Premio Xatafi-Cyberdark es otorgado por la A.C. Xatafi y por la librería virtual Cyberdark. Los premiados son elegidos por un jurado rotativo compuesto por varios críticos de toda España que a lo largo de un año discuten en lista privada sobre todo lo publicado el año anterior. Se concede desde 2006 e incluye las categorías de Mejor libro español, Mejor libro extranjero, Mejor cuento español, Mejor cuento extranjero y Mejor iniciativa editorial en España. Desde 2012, la revista Scifiworld concede también un premio en el que incluye obras literarias y audiovisuales.
Otros países también tienen sus premios nacionales: el premio Seiun en Japón, los BSFA británicos, los Ditmar australianos, etcétera.

### Cinematográficos
En Estados Unidos, se otorgan los Saturno por la Academia de cine de ciencia ficción, fantasía y horror, siendo, probablemente, los premios más importantes del género.
En Europa los premios están más relacionados con festivales concretos, en los que se exhiben diferentes películas. El Festival de Cine de Sitges junto con el Festival Internacional de Cine Fantástico de Bruselas son las dos citas europeas más importantes del género.
En Latinoamérica existen pocos festivales especializados, uno de ellos es el Buenos Aires Rojo Sangre.

## Subgéneros

### Ciencia ficciónhardysoft
Esta clasificación dicotómica, literalmente dura y blanda, se refiere a dos tendencias opuestas a la hora de elaborar los planteamientos científicos sobre los que se basa la obra.
En el caso de la ciencia ficción hard los elementos científicos y técnicos están tratados con el máximo rigor, incluso cuando estos entran dentro de la pura especulación, y la narración se subordina a este rigor. La película de ciencia ficción hard por excelencia es 2001: Una odisea del espacio. Gran parte de la ciencia ficción soviética se inscribe en esta línea.Barceló (1990) dice con referencia al hard:

Cuando la ciencia ficción retoma los temas más estrictamente científicos y se basa principalmente en el mundo de la ciencia, se habla de ciencia ficción «dura», comúnmente de ciencia ficción hard, utilizando directamente la palabra original inglesa ya que casi nadie usa su traducción literal del castellano. Por lo general, la física, la química de la biología, con sus derivaciones el ámbito de la tecnología, las ciencias que soportan la mayor parte de especulación temática de la ciencia ficción hard.
Barceló (1990, p. 55)

Respecto a la ciencia ficción soft escribe:

En contraposición a la base científico-tecnológica de la ciencia ficción más clásica, los años sesenta contemplaron [...] los intentos [...] por incorporar las ciencias sociales como la antropología, la historia, la sociología y la psicología al ámbito de la ciencia ficción. [...] Sus autores suelen caracterizarse por una escasa o nula formación científica y un interés casi exclusivo por lo meramente literario. Gracias a ello [...] ha incorporado una mayor calidad literaria a la ciencia ficción y [...] ha provocado una evidente mejora del género.
Barceló (1990, p. 59)

Obviamente la distinción entre ambas vertientes es difusa y podemos encontrarnos obras que comparten ambos enfoques. Pero, por lo general, los autores de ciencia ficción se pueden englobar en una categoría u otra.

### Principales géneros
- Distopías
- Ucronías
- Historia contrafactual
- Cyberpunk
- Postciberpunk
- Ciencia ficción militar
- Space opera
- Romance planetario
- Espada y planeta
- Space western
- Steampunk
- Utopía

## Temas frecuentes
En la ciencia ficción se tratan una gran cantidad de temas. Algunos de ellos son:
- Los posibles inventos o descubrimientos científicos y técnicos futuros (tecnología de ficción) y los avances en campos como la biotecnología, nanotecnología, biónica, etc.
- Ingeniería genética y clonación.
- Futuro utópico, distópico o apocalíptico.
- Ucronía.
- Viajes en el tiempo.
- Vida extraterrestre.
- Exploración y colonización del espacio exterior.
- Viaje por el espacio interestelar y el espacio intergaláctico.
- Inteligencia artificial y robótica.
- Ordenadores o computadoras y redes informáticas.
- Solipsismo.

## Aportes de la ciencia ficción a la ciencia

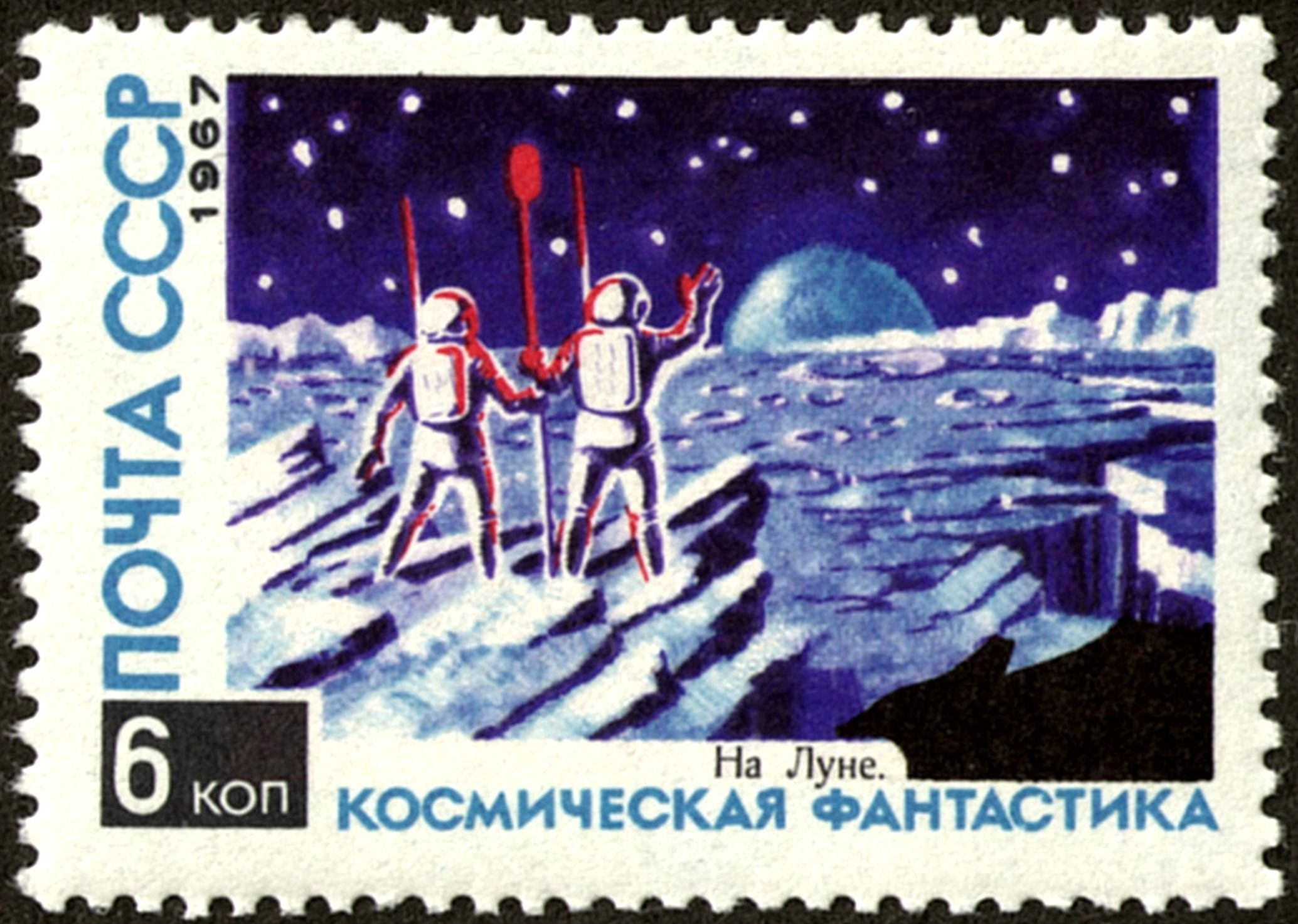
Sello soviético, perteneciente a una serie de 1967 dedicada a la ciencia ficción. El texto dice: «En la luna. Ciencia ficción espacial».

De igual manera que la ciencia ficción ha tomado muchos de sus argumentos y elementos de ambientación de conceptos o creaciones de la ciencia, esta ha tomado en ocasiones elementos de la literatura de ciencia ficción para convertirlos en conceptos reales o hipótesis de trabajo de cara al futuro científico o tecnológico.
Los casos más conocidos de esta transferencia son los del término robot empleado por primera vez por el escritor checo Karel Čapek -el cual deriva de la palabra «robota», que en su idioma significa «trabajo duro y pesado»; dado que se entendía por estos como máquinas específicas para realizar estas funciones- en su obra R.U.R. (Robots Universales de Rossum), el término derivado robótica, creado en las novelas de robots de Isaac Asimov, el ascensor espacial, imaginado por Arthur C. Clarke y Charles Sheffield de manera independiente, o el concepto de órbita geoestacionaria, desarrollado por Herman Potočnik y posteriormente por Arthur C. Clarke. Es por ello que también se conoce como órbita de Clarke.
Otros conceptos han sido profusamente desarrollados por la ciencia ficción incluso antes de ser tenidos en cuenta por la ciencia. Por ejemplo, Julio Verne en De la Tierra a la Luna (1865) describió cómo tres hombres son lanzados desde Florida hacia la Luna. De ese mismo punto partieron los astronautas del Apolo 11 cien años después. En The world set free (El mundo liberado, 1914), H.G. Wells predijo la energía nuclear y la utilización de la bomba atómica en una futura guerra con Alemania. Y en la novela  Ralph 124C 41+ (1911), Hugo Gernsback describió detalladamente el radar antes de haber sido inventado. La ciencia ficción también ha especulado sobre la antimateria, los agujeros de gusano o la nanotecnología antes que la propia ciencia.
Algunos conceptos han tenido una notable influencia, a pesar de no ser en la actualidad más que meras invenciones de la imaginación. Por ejemplo, la psicohistoria de Asimov ha influido levemente en la forma de ver la sociología desde un punto de vista matemático.
Finalmente, y de modo sorprendente, algunas invenciones de la ciencia ficción han inspirado alguna de las líneas de investigación actual, como la comunicación instantánea (ansible, taquiones).

### Terminología
Dentro de la terminología de la ciencia ficción, existen palabras que resultan comunes para los lectores asiduos del género pero no para los nuevos lectores.
Sin embargo, no están creadas como una forma de lenguaje identificativo, sino que la mayor parte de las veces son ideas y conceptos interesantes que se han convertido en dominio público, dentro del género e incluso fuera de él, en el mundo de la ciencia.
Estos términos son muy usados dentro de los relatos y novelas de ciencia ficción. Como ejemplo tenemos el hiperespacio, que es una especie de «espacio alternativo» por el que se puede viajar de un punto a otro; las sociedades o mentes colmena, que son sistemas con inteligencia compuestos por la mente de muchos seres y no solo de uno, etcétera.